# اختلال نافرمانی مقابله‌جویانه
اختلال نافرمانی مقابله جویانه (ODD) در ویرایش پنجم راهنمای تشخیصی و آماری اختلالات روانی (DSM-5) به عنوان یک الگوی خلق عصبی/تحریک پذیر، رفتار مجادله/مقابله ای، یا تلافی جویانه که حداقل شش ماه تدوام داشته باشد، تعریف شده‌است. برخلاف کودکان دچار اختلال سلوک (CD)، کودکان دچار اختلال نافرمانی مقابله جویانه نسبت به افراد یا حیوانات پرخاشگر نیستند، اموال را تخریب نکرده، و الگوی دزدی یا فریب نشان نمی‌دهند. اگر کودک تشخیص اختلال دلبستگی واکنشی (RAD) گرفته باشد، ODD دیگر قابل تشخیص‌گذاری نیست.

## علائم و نشانه‌ها
چهارمین ویرایش راهنمای تشخیصی و آماری (DSM-IV-TR) (که DSM-5 اکنون جایگزین آن شده است) بیان کرده که کودک می‌بایست چهار مورد از هشت نشانه و علامت این اختلال را نشان دهد تا به آستانه تشخیصی برای اختلال نافرمانی مقابله جویانه را برسد.

### همه گیرشناسی
اختلال اختلال نافرمانی مقابله جویانه شیوع ۱٪ تا ۱۱٪ دارد. متوسط شیوع تقریباً ۳٫۳٪ است. جنسیت و سن نقش مهمی در میزان اختلال دارند. در حقیقت، ODD به تدریج در سالهای پیش دبستانی توسعه می‌یابد و آشکار می‌شود و اغلب قبل از سن هشت سالگی بروز می‌یابد. با این حال، بعید است که در اوایل بزرگسالی پدیدار شود. در پسرها شایع تر است. از طرف دیگر، شیوع در دختران بعد از بلوغ بیشتر می‌شود. عوامل دیگر می‌توانند در شیوع این اختلال تأثیر بگذارند. عامل دیگر مبتنی بر معیارهایی است که برای تشخیص فرد استفاده می‌شود. هنگامی که این اختلال برای اولین بار در DSM-III گنجانده شد، شیوع ۲۵٪ بیشتر از زمانی بود که DSM-IV معیارهای تشخیص را اصلاح کرد.

### علت
هنوز هیچ عامل خاصی وجود ندارد که مستقیماً باعث ایجاد ODD شود. با نگاهی به رفتارهای مخرب مانند ODD، تحقیقات نشان داده‌اند که علل رفتارها چند فاکتوری است. با این حال مانند اکثریت بیماری های روانی، به خصوص از طیف اوتیسم و اختلالات ناسازگاری علت اصلی این بیماری به احتمال زیاد ژنتیکی است! توالی ژنتیک به یک یا چند ژن معیوب؛ تعداد نامتعادل و یا قرارگیری نامناسب ژن‌ ها یا کروموزوم ها، فعالیت شدن ژنوم نهفته و جهش ژنتیکی مخصوصا در کودکی، نوجوانی و اوایل تا اواسط جوانی از علل شایع در این حیطه هستند.

#### تأثیرات ژنتیکی
تحقیقات نشان می‌دهد که والدین تمایل به بروز اختلالات رفتاری بیرونی سازی را به فرزندان خود منتقل می‌کنند که ممکن است از طریق مختلف مانند عدم توجه، بیش فعالی یا اختلال سلوک بروز یابد. تحقیقات همچنین نشان داده است که بین ODD و سایر اختلالات بیرونی سازی ارتباط ژنتیکی وجود دارد. مطالعات نشان می‌دهد که ۵۰٪ یا بیشتر رفتار ضد اجتماعی در مردان و زنان به ارث مرتبط است. ODD همچنین در خانواده‌هایی که سابقه ADHD، اختلالات مصرف مواد یا اختلالات خلقی دارند، رخ می‌دهد، که نشان دهنده اینست که یک آسیب‌پذیری در ایجاد ODD ممکن است به ارث برسد.

#### عوامل بارداری و حین تولد
بسیاری از مشکلات بارداری و زایمان با بروز مشکلات رفتاری مرتبط است. سوء تغذیه، به ویژه کمبود پروتئین، مسمومیت با سرب یا قرار گرفتن در معرض سرب، و استفاده از الکل یا سایر مواد در مادر در دوران بارداری ممکن است خطر ابتلا به ODD را افزایش دهد. در تحقیقات بیشمار، سوء مصرف مواد قبل از تولد نیز با بروز رفتارهای مخرب مانند ODD همراه بوده است.

#### عوامل عصبی
نقص و آسیب دیدگی در نواحی خاصی از مغز می‌تواند منجر به مشکلات رفتاری جدی در کودکان شود. مطالعات تصویربرداری از مغز نشان داده است که کودکان مبتلا به ODD ممکن است در بخشی از مغز که مسئول استدلال، قضاوت و کنترل تکانه است، اختلافاتی وجود داشته باشند.

#### عوامل محیطی
شیوه‌های منفی فرزندپروری و تعارض والدین و فرزند ممکن است به رفتارهای ضد اجتماعی منجر شود، اما ممکن است واکنش والدین به رفتارهای لجبازانه و پرخاشگرانه کودکان باشد. عواملی مانند سابقه خانوادگی بیماریهای روانی و / یا سوء مصرف مواد و همچنین خانواده ناسازگار و با نظم و انضباط پایین منجر به بروز اختلالات رفتاری می‌شود. هم نقش پدر و هم نقش مادر از این نظر اهمیت دارد.
در تعدادی از مطالعات، وضعیت اقتصادی پایین نیز با رفتارهای مختل کننده مانند ODD همراه بوده است.
سایر عوامل اجتماعی مانند غفلت، سوءاستفاده، والدین غائب و عدم نظارت نیز می‌توانند در ODD نقش داشته باشند.

### درمان
رویکردهای درمان ODD شامل آموزش والدگری، روان درمانی فردی، خانواده درمانی، رفتار درمانی شناختی و آموزش مهارتهای اجتماعی است.

#### درمان دارویی
اثربخشی درمان دارویی به خوبی مشخص نشده است. وقتی علت زمینه ای مثل افسردگی یا ADHD وجود دارد، درمان دارویی در کنار سایر درمان‌ها توصیه می‌شود.